# Кристиансен, Кьелль Кирк
Кьелль Кирк Кристиансен (дат. Kjeld Kirk Kristiansen) (27 декабря 1947)— сын и второй ребёнок Готфрида Кирка Кристиансена и бывший генеральный директор Lego Group (1979-2004). Согласно журналу «Forbes» он является самым богатым датчанином с чистой стоимостью 9,7 млрд. долларов по состоянию на декабрь 2015 года.

## Биография
Кьелль Кирк Кристиансен родился 27 декабря 1947 года в городе Биллунд, Дания. Его отец, Готфрид Кирк Кристиансен работал вместе со своим дедом, Оле Кирком Кристиансеном в семейном бизнесе: LEGO. Когда он был ребёнком, его часто вдохновляли новые концепции моделей LEGO для их компании. Также он появлялся на различных маркетинговых материалах и обложках компании LEGO. 
В 1979 Кьелль стал президентом и генеральным директором Lego Group. Он ввёл серии наборов LEGO, минифигурки, сайт LEGO.com, Lego Mindstorms и лицензированные свойства. 
В 2004 году он ушёл с поста президента и генерального директора, чтобы сосредоточиться на своей роли в качестве владельца Lego Group и вице-председателя совета директоров. В 2008 году он был представлен в Национальном зале славы игрушек. 
В настоящее время Кьелль и его жена Камилла до сих пор живут в Дании, воспитывая троих детей и двоих внуков.

### Семья
Женат на Камилле Кирк Кристиансен. Пара имеет трёх детей:
- Дочь Софи (род. 1976). Занимается бизнесом, владеет плантацией в селе Клелунд. Окончила Орхусский университет, получив степень бакалавра этнографии и социальной антропологии. Была замужем за Кристофером Киар Томсеном с 2005 по 2014 год. На данный момент проживает в своём селе с двумя дочерьми. Считается одной из самых богатых женщин Дании.
- Сын Томас (род. 1979). Занимается бизнесом. Томас имеет степень по маркетингу, окончил Бизнес-колледж в Орхусе. В 2007 году стал работать в Lego Group, а в 2016 году стал заместителем председателя правления и председателем Фонда LEGO. Также является членом Совета брендов и инноваций Lego Group. Помимо этого Томас со своей женой, Сине Мерете Кирк Кристиансен, владеет и управляет конюшней «Kirk Arabians» в городе Кертеминне.
- Дочь Агнет (род. 1983). Занимается  конным  спортом,  является участницей   Летних Олимпийских игр 2016.[1] Окончила Орхусский университет, где училась на факультете психологии.[2]

## Награды
- Офицер ордена Данеброг
- 1996: Приз свободы
- 1996: Distinguished Family Business Award
- Приз Основателя (англ. Founder's Award)